# Stanisław Woyna-Orański
Stanisław Woyna-Orański herbu Trąby – chorąży nowogrodzkosiewierski w latach 1768-1786, stolnik czernihowski w latach 1767-1768, podczaszy czernihowski w latach 1753-1767.
Poseł na sejm nadzwyczajny  1761 roku z województwa czernihowskiego.